# Funkamateur

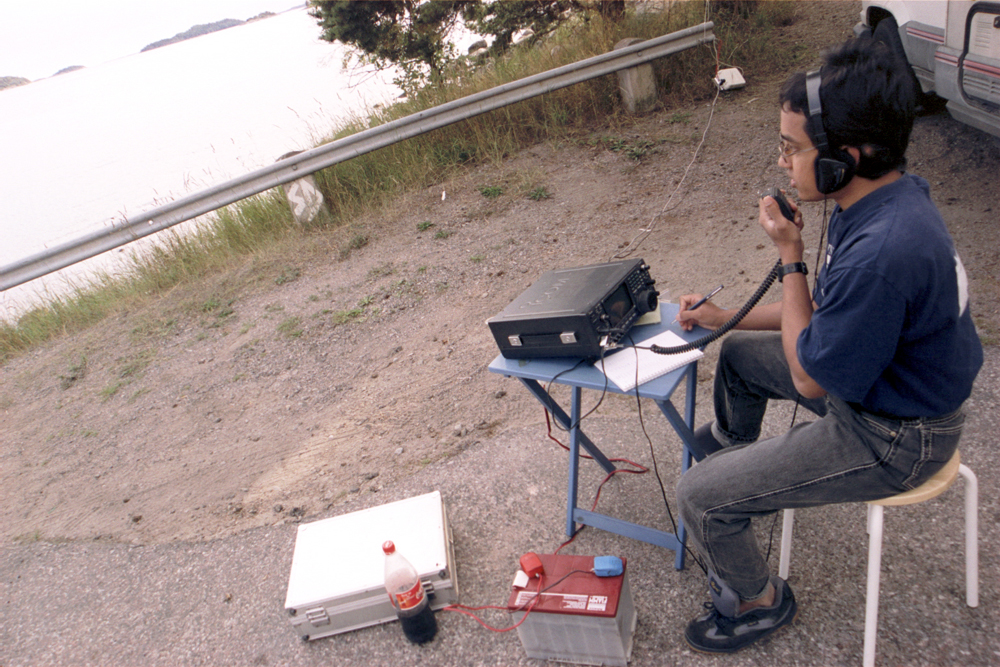
Funkamateur aus Sri Lanka mit seiner tragbaren Amateurfunkstelle

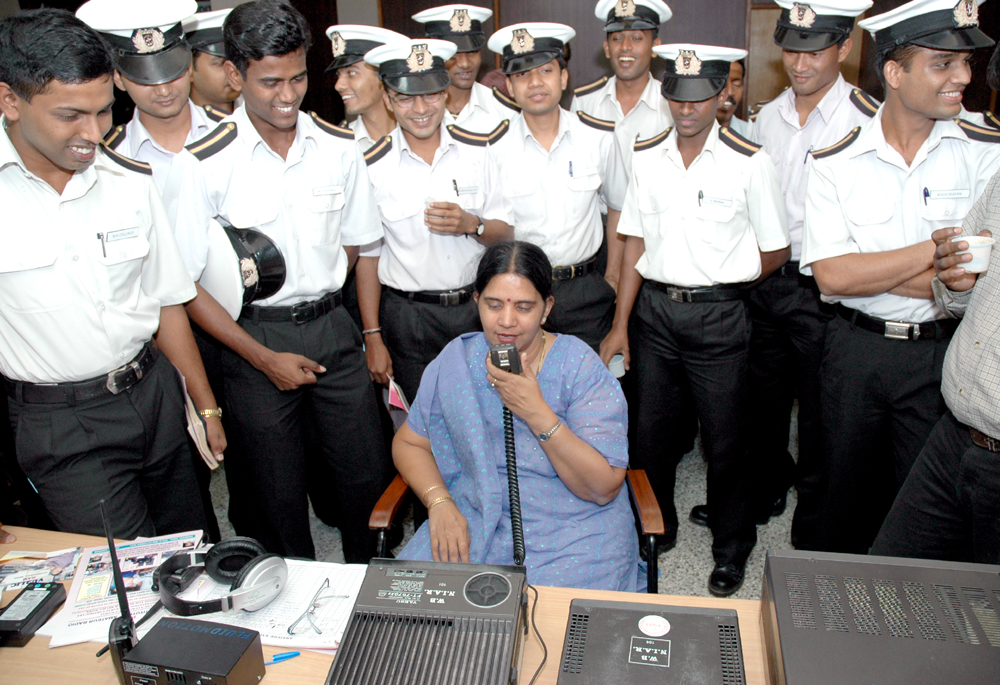
Bharathi Prasad, VU4RBI, einige Tage vor dem Erdbeben vom 26. Dezember 2004

Als Funkamateur (kurz: Ham von engl. ham radio operator für amateur radio operator) bezeichnet man eine Person, die sich als Amateur, das heißt aus Liebhaberei, mit Amateurfunk befasst. Zum Senden auf dafür freigegebenen Frequenzen ist in den meisten Ländern eine Prüfungsbescheinigung erforderlich, z. B. ein Amateurfunkzeugnis oder eine Lizenz (siehe auch Amateurfunkklasse).
Während radio amateur (neben amateur radio operator und ham) die englischsprachigen Begriffe dafür sind, existierte speziell während der Frühzeit des Radios in der Weimarer Republik (1918–1933) außerdem das Wort Radioamateur (geschrieben auch: Radio-Amateur), das heute im Deutschen kaum noch verwendet wird. Damit war zunächst ein Liebhaber der damals neu aufkommenden Hörfunktechnik gemeint, also ein Fan des Radios, der damals nicht senden durfte.
Auch heute gilt je nach Land: Der Besitz der zum Funken benötigten Geräte kann gesetzlich eingeschränkt sein.

## Zahlen
Ende 2022 betrug die Anzahl der zur Teilnahme am Amateurfunkdienst berechtigten Funkamateure in Deutschland 61.139. Bezogen auf die Einwohnerzahl sind dies etwa 0,8 ‰, genauso wie in Österreich mit seinen rund 7400 Rufzeichen bei einer Einwohnerzahl von etwa 9,2 Millionen. In der Schweiz ist mit rund 5000 vergebenen Rufzeichen bezogen auf die Bevölkerung von 9 Millionen der Anteil mit knapp 0,6 ‰ etwas geringer.
Die meisten Funkamateure gibt es in den Vereinigten Staaten mit etwa 779.000 oder 2,4 ‰. Den weltweit höchsten Anteil von Funkamateuren an der Gesamtbevölkerung hat Japan mit 3,6 ‰ bei rund 436.000 Funkamateuren bezogen auf seine rund 120 Millionen Einwohner. Weltweit gibt es (im Jahr 2025) etwa dreieinhalb Millionen Funkamateure.

## Begriffe

### Funkamateur

Zulassung zur Teilnahme am Amateurfunkdienst für die Klasse A

Für Deutschland definiert das Amateurfunkgesetz von 1997:
„Funkamateur ist der Inhaber eines Amateurfunkzeugnisses oder einer harmonisierten Amateurfunk-Prüfungsbescheinigung auf Grund der Verfügung 9/1995 des Bundesministeriums für Post und Telekommunikation vom 11. Januar 1995 (Amtsblatt S. 21), der sich mit dem Amateurfunkdienst aus persönlicher Neigung und nicht aus gewerblich-wirtschaftlichem Interesse befasst.“
Im Sinne des Gesetzes ist man in Deutschland bereits ein „Funkamateur“, selbst wenn man (noch) kein Rufzeichen besitzt, wohl aber, nach bestandener Amateurfunkprüfung, ein Amateurfunkzeugnis. Aktiv am Amateurfunk beteiligen, also „auf Sendung gehen“, darf man allerdings erst dann, wenn man darüber hinaus (auf separaten Antrag) die „Zulassung zur Teilnahme am Amateurfunkdienst“ und damit auch das personengebundene Amateurfunkrufzeichen erteilt bekommen hat.

### Österreich
Das österreichische Telekommunikationsgesetz 2021 definiert in §4 (40.), dass der Funkamateur eine natürliche Person ist, welcher eine Amateurfunkbewilligung erteilt
wurde. Das Amateurfunkzeugnis alleine reicht also nicht aus.

### Ham
Der aus dem Englischen entlehnte Spitzname Ham für einen Funkamateur war zur Zeit seiner Entstehung um 1900 ursprünglich abwertend gemeint. Er hat nichts mit der wörtlichen Übersetzung „Schinken“ zu tun. Abgeleitet war er vielmehr von englisch ham actor, deutsch „Schmierenkomödiant“. So wird jemand bezeichnet, der mit theatralischem Gebaren auf billige, abgeschmackte Weise auf andere zu wirken versucht. Dies bezog sich auf die oft ungeschickte Art und Weise, wie sich manche Amateure damals an der Morsetaste gebärdeten und ihre Morsezeichen sendeten. Aus Sicht vieler Berufsfunker, die sich selbst als „Funk-Profis“ sahen, waren diese „Funk-Amateure“ ein Ärgernis und mussten deshalb abfällig so bezeichnet werden. Heute wird der Begriff neutral, fast schon positiv verwendet und ist nicht mehr abwertend gemeint. So nennt sich beispielsweise die größte europäische, jährlich in Friedrichshafen stattfindende, internationale Messe für Amateurfunk die Ham Radio.

### YL

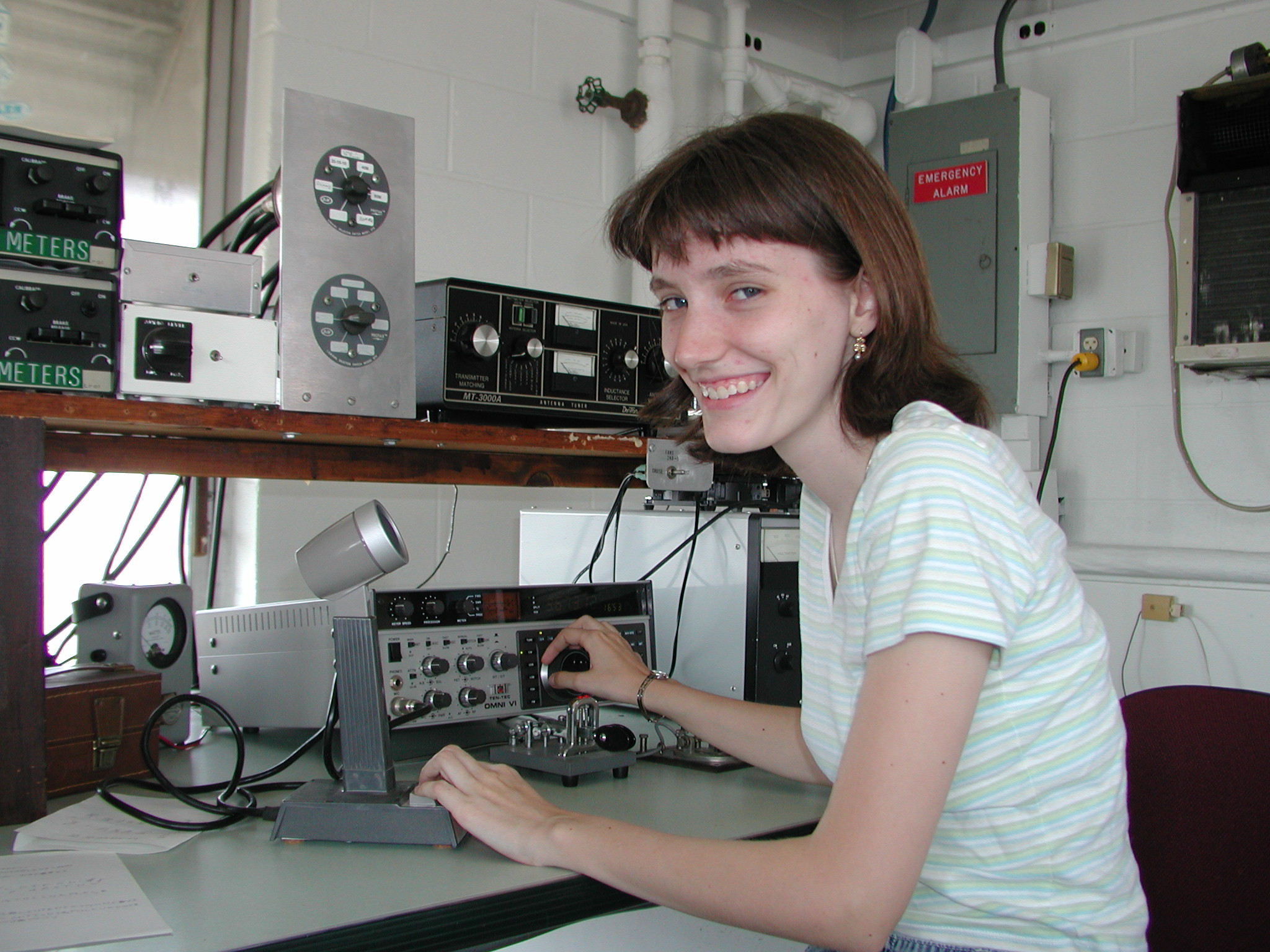
Amerikanische YL

Zu den vielfältigen von Funkamateuren verwendeten Abkürzungen gehört insbesondere der Doppelbuchstabe YL als Abkürzung für englisch Young Lady („Junge Dame“). Damit wird, unabhängig vom Lebensalter, eine Funkamateurin angeredet und auch bezeichnet.

### OM

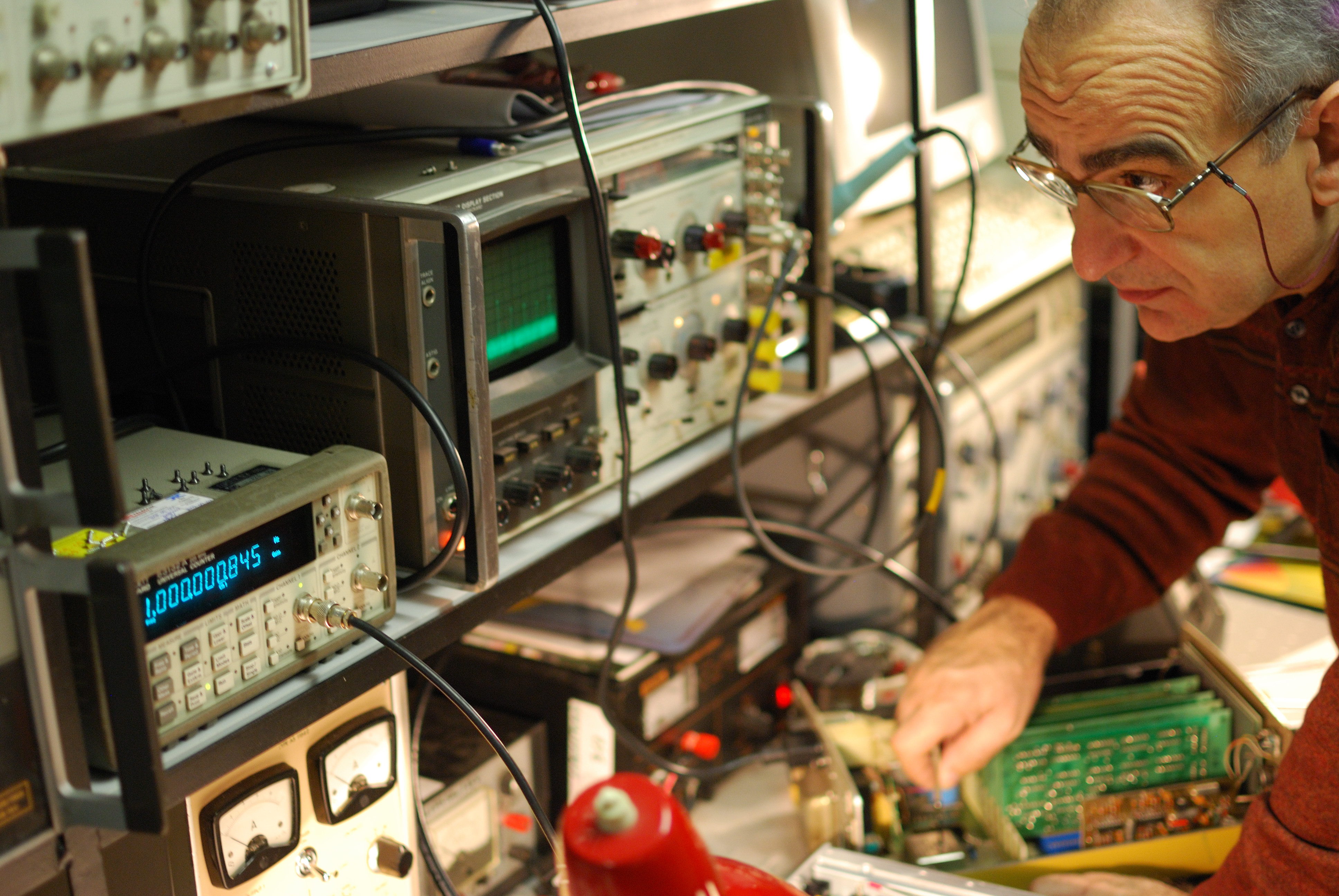
Italienischer OM

Als männliches Pendant zu YL wird OM verwendet. Dieser Doppelbuchstabe leitet sich von englisch Old Man („Alter Herr“) ab und dient als Anrede und auch zur Bezeichnung von männlichen Funkamateuren. Wie YL wird auch OM unabhängig vom Lebensalter benutzt.

### SWL
Wenn jemand ausschließlich Übertragungen empfängt, also nicht sendet, bezeichnet man ihn als Empfangsamateur oder schlicht als Kurzwellenhörer, englisch shortwave listener, abgekürzt SWL. Der Reiz liegt oft darin, möglichst weit entfernte DX-Stationen (von englisch distance für „Entfernung“, abgekürzt DX) zu empfangen. Hierzu muss keine Prüfung abgelegt werden.
In Deutschland kann man jedoch auch als Kurzwellenhörer eine Prüfung ablegen, und zwar beim Deutschen Amateur-Radio-Club (DARC). Danach erhält man, ähnlich wie ein Funkamateur, ein eigenes, personengebundenes, weltweit einzigartiges Kennzeichen mit dem exklusiven Präfix DE.
Das DE-Kennzeichen für Empfangs-Amateure ähnelt einem Amateurfunkrufzeichen, ist aber am Buchstaben E an zweiter Position als Empfangskennzeichen zu erkennen; an deutsche Funk-Amateure werden keine Rufzeichen vergeben, deren zweiter Buchstabe ein E ist. Der Schwierigkeitsgrad der Prüfung für Empfangsamateure ist deutlich geringer als der für Sendeamateure.

## Einzelheiten

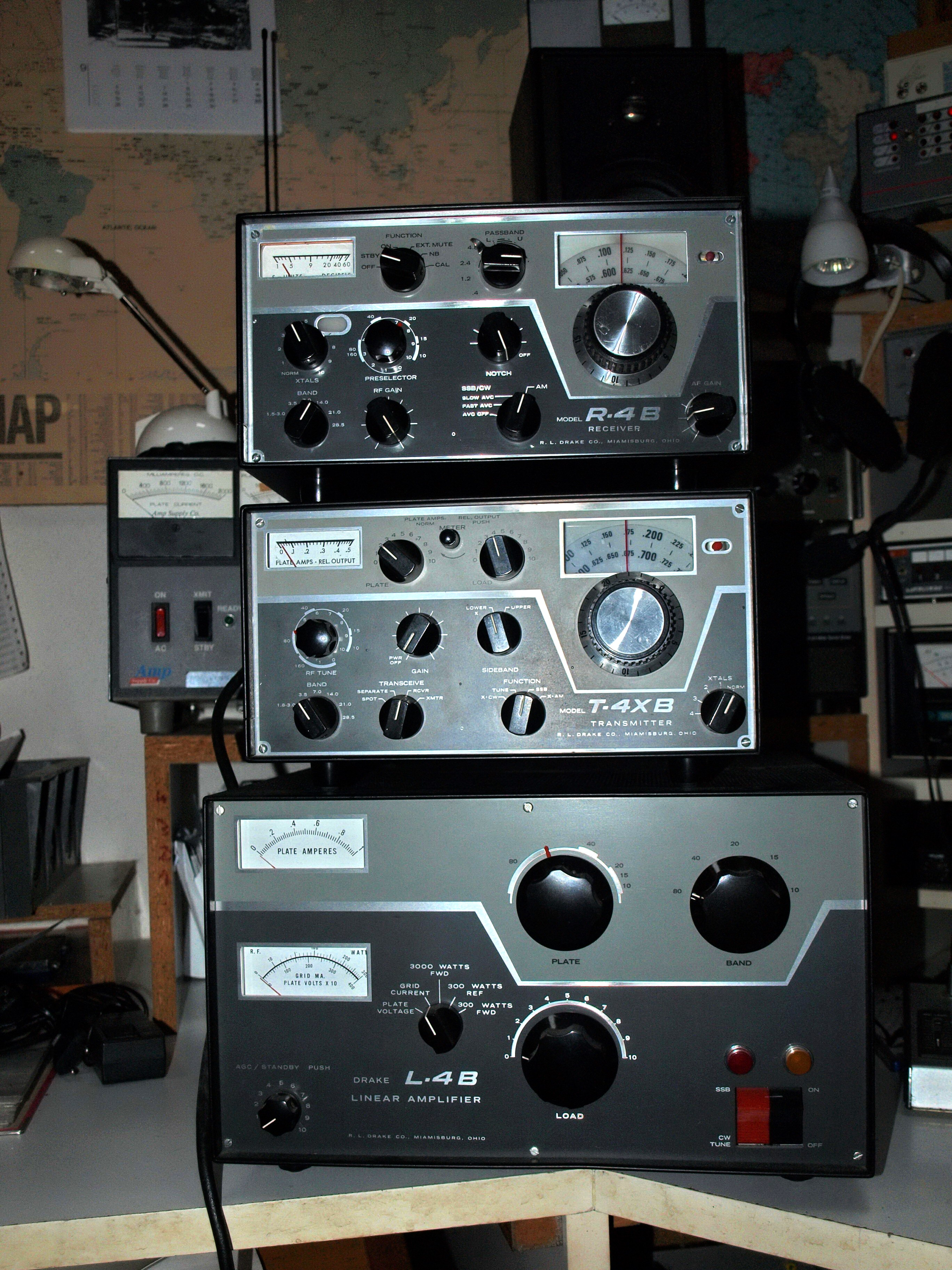
Eine Funkamateur-Sende-Empfangsanlage mit einer 1-kW-Röhren-Endstufe der Firma Drake.

Das Hobby eines Funkamateurs ist es, eine Amateurfunkstation (Amateurfunkstelle) inklusive der notwendigen Antenne(n) zu errichten und zu betreiben. Der Betrieb von Funksendeanlagen ist genehmigungspflichtig. Jeder Funkamateur muss seine Sachkunde (auf den Gebieten Technik, Betriebstechnik und Vorschriften) in einer schriftlichen Prüfung nachweisen. Diese Prüfung wird meist bei der zuständigen Behörde abgenommen (in Deutschland ist es die BNetzA, in der Schweiz das BAKOM), selten auch direkt von Amateurfunkverbänden (ARRL in den USA).
Nach erfolgreicher Prüfung erhält der angehende Funkamateur sein Amateurfunkzeugnis ausgestellt. Mit dem Amateurfunkzeugnis kann die Zulassung zum Amateurfunkdienst beantragt werden. Durch die Zulassung zur Teilnahme am Amateurfunkdienst, mit der dem Funkamateur gleichzeitig sein weltweit eindeutiges Amateurfunkrufzeichen zugeteilt wird, erwirbt der Funkamateur insbesondere das Recht, abweichend vom üblicherweise festgelegten Konformitätsbewertungsverfahren, die Funkgeräte seiner Amateurfunkstelle selbst zu fertigen, sowie im Handel erhältliche Sendeanlagen, die auf Amateurfunkbänder umgebaut wurden, zu betreiben.
Mit diesem Rufzeichen darf er die dem Amateurfunk zugeteilten Amateurbänder benutzen. Dazu stellt er sich mit einem oder mehreren (eventuell auch selbst gebauten) Funkgeräten seine eigene Amateurfunkstelle zusammen. Funkamateure sind die Einzigen, die das Recht haben, ihre Sender selbst zu bauen. Als Sendebetreiber gelten auch für Funkamateure die gleichen Pflichten wie bei allen kommerziellen Frequenznutzern. So sind jährlich Beiträge für beispielsweise die Frequenzzuteilung oder für die Arbeit der Behörde auf dem Gebiet der elektromagnetischen Verträglichkeit zu zahlen und auch die generelle Pflicht des Nachweises der Unbedenklichkeit der elektromagnetischen Emissionen gilt für Funkamateure. In einigen Ländern gibt es für Funkamateure vereinfachte Verfahren für diesen Nachweis. So können Funkamateure als geprüfte Fachleute ihre Anlage oft selbst dokumentieren.
Mit ihrer Funkstation pflegen Funkamateure Kontakte zu anderen Funkamateuren in der ganzen Welt. Dabei stellt auch der Funksport (englisch Radio sport, auch Radiosport) eine mögliche Betätigung dar, die die beiden Aspekte Amateurfunk und Wettkampf miteinander verbindet. Nicht selten wird er auch als Betätigung im Freien, also als Natursport, durchgeführt. Zu den Funksportarten zählt man das Amateurfunkpeilen (ARDF), das DXen sowie diverse Amateurfunkwettbewerbe inklusive des Erwerbs von Amateurfunkdiplomen. Funksport in all seinen Spielarten wird von der International Amateur Radio Union (IARU), dem Dachverband der nationalen Amateurfunkverbände der Welt, gefördert und unterstützt.
Der Funkamateur darf nur mit anderen Amateurfunkstellen Funkverkehr abwickeln. Er darf Nachrichten, die nicht den Amateurfunkdienst betreffen, für und an Dritte nicht übermitteln (Ausnahme: Notfälle).
Funkamateure sind bei ausgefallenen Kommunikationsnetzen oft die einzige Verbindung zur Außenwelt, da sie mit einfachsten Mitteln interkontinentale Funkverbindungen aufbauen können. Diesen Funkverkehr nennt man Notfunk.

## Prominente Funkamateure
Die Physiker James Clerk Maxwell (1831–1879) und Heinrich Hertz (1857–1894) waren zwei wichtige Wegbereiter der Funktechnik. Zu ihrer Zeit existierte der Begriff „Funkamateur“ aber noch nicht. Ihnen folgten Funkpioniere wie Alexander Stepanowitsch Popow (1859–1906), Roberto Landell de Moura (1861–1928) und Guglielmo Marconi (1874–1937). Sie gehören zu den Ersten, die sich auch aus persönlichen Neigungen und Interesse heraus mit „Funken“ beschäftigten, also mit der Erzeugung, der Ausbreitung und dem Empfang von elektromagnetischen Wellen. Zu den zumeist aus anderen Gründen oder auf anderen Gebieten Prominenten, die auch Funkamateure sind oder waren, zählen Politiker bis hin zu Staatsoberhäuptern, Persönlichkeiten aus Wissenschaft, Technik und Wirtschaft sowie auch Astronauten. Viele davon sind in der Liste prominenter Funkamateure zu finden.